# Trufla ruda
Trufla ruda, trufla czerwona (Tuber rufum Pollini) – gatunek grzybów należący do rodziny truflowatych (Tuberaceae).

## Systematyka i nazewnictwo
Pozycja w klasyfikacji według Index Fungorum: Tuber, Tuberaceae, Pezizales, Pezizomycetidae, Pezizomycetes, Pezizomycotina, Ascomycota, Fungi.
Niektóre synonimy nazwy naukowej:

- Oogaster rufus (Picco) Corda 1854
- Tuber lucidum Vittad. 1884
- Tuber rufum Picco 1788, subsp. rufum
- Tuber rufum subsp. rutilum (R. Hesse) E. Fisch. 1923
- Tuber rufum subsp. typicum E. Fisch. 1923
- Tuber rufum var. apiculatum E. Fisch. 1923
- Tuber rufum var. brevisporum E. Fisch. 1923
- Tuber rufum var. oblongisporum E. Fisch. 1923
- Tuber rufum Picco 1788 var. rufum

Nazwa polska według checklist A. Chmiel.

## Morfologia
Owocnik
Rosnący pod ziemią bulwiasty owocnik o kulistym pokroju i średnicy 1–3 cm. Okrywa askokarpu jest naga lub otrębiasta (czasami pokryta brodawkami), początkowo bladożółtawoczarwonawa, u dojrzałych owocników rdzawa lub rdzawobrązowa. Obłocznia u młodych owocników jest jasnobeżowe lub cieliste, potem ciemniejące, czerwonawe z białawym, marmurkowym wzorem na przekroju. Miąższ o słabej, nieco kwaskowatej woni.
Zarodniki
Kulistawe lub elipsoidalne, o wymiarach przeważnie 20–35×14–30 μm, z powierzchnią pokrytą kolcami o wysokości 2,5–4 μm.

## Występowanie
Występowanie trufli czerwonej potwierdzono w: Austrii, Danii, Francji, Hiszpanii, Niemczech, Norwegii, Nowej Zelandii, Słowenii, Stanach Zjednoczonych, Szwecji, Wielkiej Brytanii i Włoszech, a także w Polsce.
Rozwija się w lasach liściastych i iglastych, parkach oraz ogrodach, w próchniczej warstwie gleby. Wytwarza owocniki od sierpnia do listopada (w Europie).

## Znaczenie
Grzyb mikoryzowy. Owocniki trufli czerwonej nie są toksyczne dla człowieka, jednak określane są jako niejadalne z powodu nieprzyjemnego smaku.